# Changó
Changó o Shangó (en yoruba, Ṣàngó) es el orishá de la justicia, del rayo, del trueno y del fuego. Fue rey de la ciudad de Oyo, identificado en el juego del merindilogun por los "odus" obará y ejilaxebora, y representado material e inmaterialmente en el candomblé por el asentamiento sagrado denominado igba xango. En la santería sincretiza con San Marcos y Santa Bárbara. Pierre Verger afirma, como resultado de sus investigaciones, que Shangó o Changó, como todos los otros imolè (orishás y eboras), puede ser descrito bajo dos aspectos: histórico y divino. Pertenece al Panteòn Yoruba.

## África
Como personaje histórico, Changó habría sido el cuarto Aláàfìn Òyó, "rey de Oyo", hijo de Oranian y Torosi, la hija de Elempê, rey de los tapás, aquel que había firmado una alianza con Oranian. Changó tuvo a tres divinidades como esposas: Oiá, Oshun y Obbá.
Changó es el orishá de los relámpagos, los truenos, las grandes cargas eléctricas y el fuego. Es viril y atrevido, violento y justiciero; castiga a los mentirosos, a los ladrones y los malhechores. Por ese motivo, la muerte por el rayo es considerada infamante. De la misma forma, una casa alcanzada por un rayo es una casa marcada por la cólera de Changó. Changó es el Orishá del Poder, él es la representación máxima del poder de Olorum.
- Sacerdote de Sango - Magba
- Sacerdotisa de Sango - Iya Magbá
- Atabaque de Sango - Ilu batá
- Toque favorito - Alujá
- Fruto favorito - Orogbo
- Bichos - Akunko, Agutan, Ajapá
- Comida - Amalá

Al manifestarse en los Candomblés, no debe faltar en su indumentaria una especie de sarga, con colores variados y fuertes, que representan las vistes de los Eguns.
Los adoradores Ṣàngó en Yorubalandia en Nigeria no comen fríjol porque creen que la ira del dios del hierro descenderá sobre ellos. Los collares de dios Ṣàngó están compuestos en distintos patrones de cuentas rojas y blancas; generalmente en grupos de cuatro o seis que son sus "números sagrados". Ṣàngó es llamado durante las ceremonias de coronación en Nigeria hasta el presente.

### Changó creador del culto los Egúngún
Changó es el fundador del culto a los Eguns, solamente él tiene el poder de controlarlos, como dice un tramo de un Itã:

En un día muy importante, en que los hombres estaban prestando culto a los ancestros, con Xangô al frente, las Iyámi Ajé hicieron ropas iguales a las de los Egúngún, las vistieron y trataron de asustar a los hombres que participaban del culto, todos corrieron pero Xangô no lo hizo, se quedó y las enfrentó desafiando a los supuestos espíritus. Las Iyámis quedaron furiosas con Xangô y juraron venganza, en un cierto momento en que Xangô estaba distraído atendiendo a sus súbditos, su hija jugaba alegremente, subió en un pie de Obi, y fue ahí donde las Iyámis Ajé atacaron, derribaron a la abadía de la hija de Xangô que más adoraba.

Xangô se desesperó, ya no podía gobernar su reino que hasta entonces era muy próspero, fue a Orunmila, quien le dijo que Iyami era quien había matado a su hija, Xangô quiso saber lo que podría hacer para ver a su hija sólo una vez más, y Orunmilá le dijo que hiciera ofrendas al Orichá Iku (Oniborun), el guardián de la entrada del mundo de los muertos. Eso hizo Xangô, siguiendo los rastros de Orunmila. Xangô logró revivir a su hija y tomó para sí el control absoluto de los misterios de Egúngún (antepasados), estando ahora bajo dominio de los hombres este culto y las vestimentas de los Eguns, y estando estrictamente prohibida la participación de mujeres en este culto, si esa regla es irrespetada, provocará la ira de Olorun, Xangô, Iku y los propios Eguns. Este fue el precio que las mujeres tuvieron que pagar por la maldad de sus antepasados.

## Kongo
Chango no corresponde al dios Nzazi o Zaze, que es venerado en el reino de Kongo (en África Central). Chango no se conoce como Nzazi.

## Caribe

Escultura en madera: Orishá del Trueno de Nigeria. Obra ejecutada por Lamidi Olonade Fakeye (1928–2009).

#### Resumen
Changó es considerado uno de los orishas más populares del panteón Yoruba. Se considera el Rey de la Regla de Osha. Es el Orisha de los truenos, los rayos, la justicia, la virilidad, la danza y el fuego. Fue en su tiempo un rey, guerrero y brujo, quien por equivocación destruyó su casa y a su esposa e hijos y luego se convirtió en Orisha.
"Orisha" de la justicia, la danza y la fuerza viril, dueño de los tambores Batá, Wemileres, Ilú Batá o Bembés, de la danza y la música; representa la necesidad y la alegría de vivir, la intensidad de la vida, la belleza masculina, la pasión, la inteligencia y las riquezas.

#### El Orisha
Changó es llamado Yakutá (el lanzador de piedras) y Obakoso (rey de Kosso). Su nombre significa revoltoso. Fue el cuarto Rey de Oyo y también el primer awo, cambió el ashe de la adivinación con Orunmila por el de la danza. Es dueño también de los tambores Batá debido a que intercambió el oráculo de Ifá con Orula por los tambores Batá, Wemileres, Ilú Batá o Bembés. Es sincretizado en la Iglesia católica con santa Bárbara.

#### Familia
Fue esposo de Obbá, Oyá y Oshún. Fue hijo de Obatalá y Yembó o de Obbatalá y Oddua o de Aggayú Sola, aunque en algunos caminos desciende directamente de Oloddumare. Hermano Gemelo de Agayú, sin embargo, en todos los caminos se considera criado por Yemayá y Dadá. Hermano de la última,como también de Eleggua, Orula, Oggun, Ochosi y Ozun, enemigo de Oggun en la guerra donde le robó su segunda esposa, Oyá. Es también padre de los ibejis (jimaguas) en algunos caminos y es ahijado de Ozain.

#### Ofrendas y bailes
Las ofrendas a Changó incluyen amalá, hecha a base de harina de maíz, leche y quimbombó, plátanos verdes, plátano indio, otí, vino tinto, maíz tostado, cebada, alpiste, etc. Se le inmolan carneros, gallos, codornices, jicoteas, gallina de guinea, palomas, etc.

#### Pataki de Changó
Furibundo con sus descendientes al saber que Oggun había querido fornicar con su propia madre, Obatalá ordenó ejecutar a todos los varones. Cuando nació Changó, Elegguá (su hermano) se lo llevó escondido a su hermana mayor, Dadá, para que lo criara. Al poco tiempo nació Orula, el otro hermano. Elegguá, también temeroso de la ira de Obatalá, lo enterró al pie de la ceiba y le llevaba comida todos los días. El tiempo transcurrió y un buen día Obatalá cayó enfermo. Elegguá buscó rápido a Changó para que lo curara. Luego de que el gran médico Changó curó a su padre, Elegguá aprovechó la ocasión para implorar de Obatalá el perdón de Orula. Obatalá accedió y concedió el perdón. Changó lleno de gozo cortó la ceiba y de ella labró un hermoso tablero y junto con él le dio a su hermano Orunmila el don de la adivinación. Desde entonces Orunmila dice: “Maferefun (bendición) Elegguá, maferefun Changó, Elegbara”. También por la misma razón el ékuele de Orunmila lleva en la cadeneta un fragmento del collar de Changó (blanco y rojo) por una punta. Desde entonces Orunmila es el adivinador del futuro como intérprete del oráculo de Ifá, dueño del tablero y consejero de los hombres.
Según Ifa el dueño de la pata izquierda del ekuele es Elegguá, que es quien se lo pidió a Orula.

## Brasil

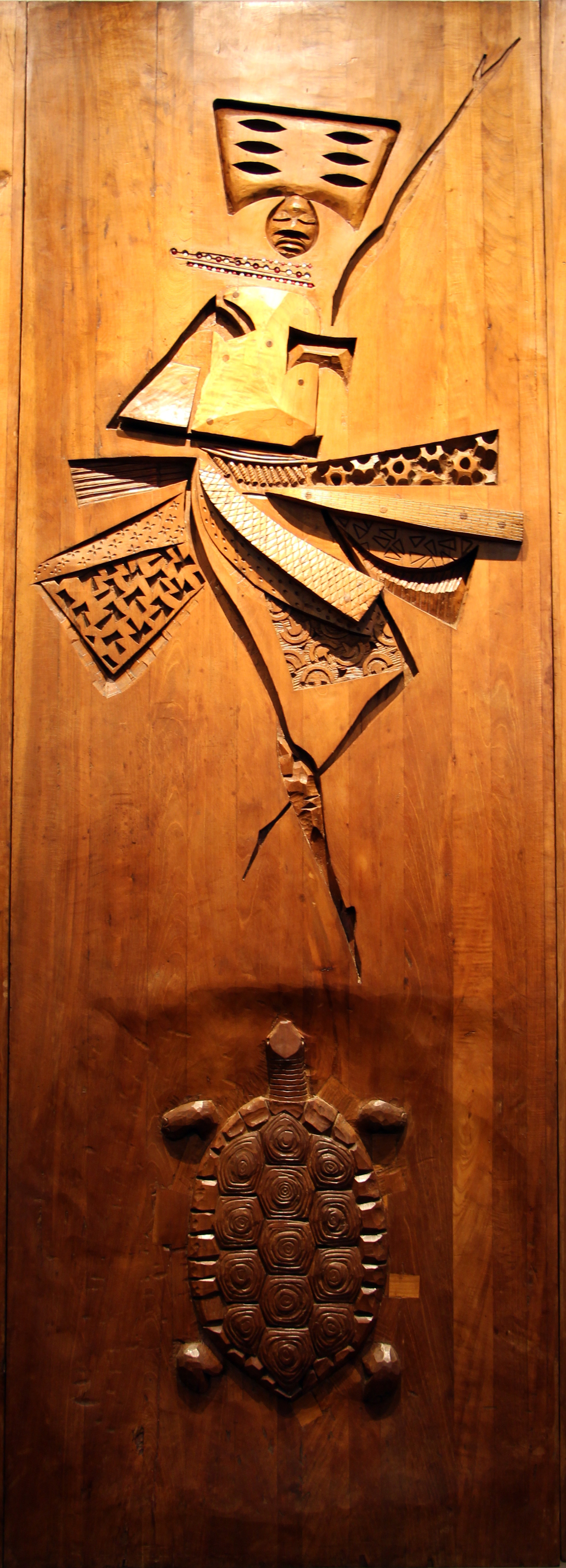
Changó por Carybé.

Changó fue el cuarto (o el tercero) rey legendario de Oyo, en Nigeria, hecho orishá de carácter violento y vengativo, cuya manifestación son el fuego, el Sol, los rayos, las tempestades y los truenos. Hijo de Oranian, tuvo varias esposas, siendo las más conocidas: Oiá, Oshun y Obbá. Su herramienta es el Oxê: hacha de dos filos. 
Mientras Oshosi es considerado el rey de la nación de Queto, Changó es considerado el rey de todo el pueblo yoruba. Orishá del fuego, de los rayos y de las tempestades, Changó fue un gran rey que unificó todo un pueblo. Fue él quien creó el culto de Egúngún. Muchos orishás poseen relación con los Egunguns, pero él es el único que, verdaderamente, ejerce poder sobre los muertos, Egungun. Changó es la ropa de la muerte, Axó Iku: por este motivo, no debe faltar en los Egbòs de Ikù y Egun, el rojo le pertenece. Al manifestarse en los candomblés, no debe faltar, en su indumentaria, una especie de falda llamada banté, con colores variados y fuertes, que representan las vestiduras de los eguns.
Changó era fuerte, valiente y justo. Era temido, y a la vez adorado. Se comportó en algunas veces como tirano, debido a su ansia de poder, llegando incluso a destronar su propio hermano, para satisfacer su deseo. Hijo de Yamasse (Torosi) y de Oranian, fue el regente más poderoso del pueblo yorubá. Él también tiene una conexión muy fuerte con los árboles y la naturaleza, viniendo de ahí los objetos que él más aprecia, el pilón y la gamela; el pilón de Changó debe tener dos bocas, que representan el libre paso entre los mundos, siendo Changó un ancestro (Egungun). De la naturaleza, él consiguió profundos conocimientos y poderes de brujería, que solamente eran usados cuando era necesario. Tiene también una fuerte conexión con Oxumaré, considerado por él como su fiel escudero.

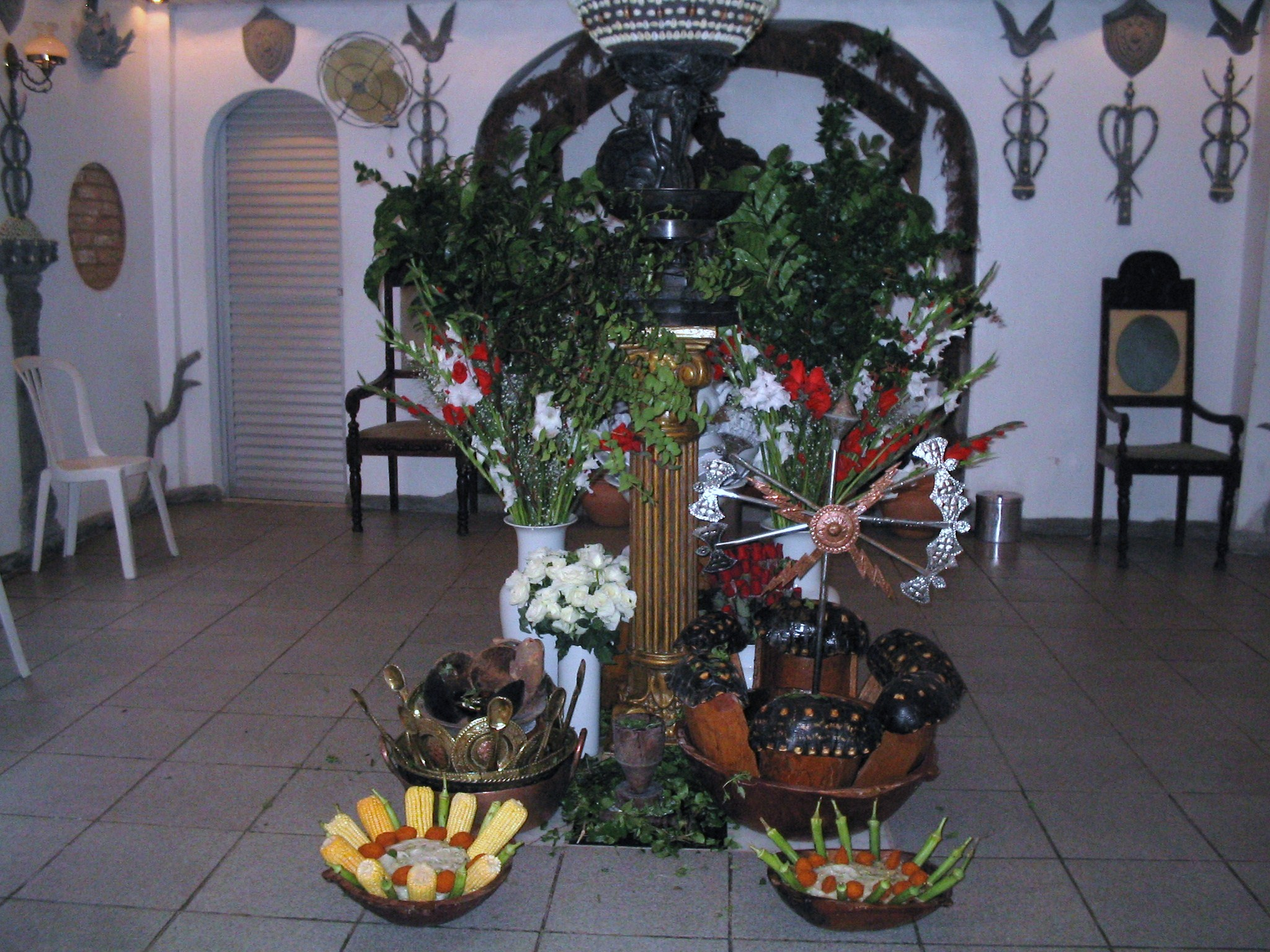
Asentamientos de Changó y Obá en el candomblé

Changó es adorado en Brasil bajo 12 calidades. Vale destacar que muchos siguen ciegamente las dichas calidades de Changó de Bahía, y no es bien así: por ejemplo, Airá es un otro orishá que no se da con Changó. Reza la leyenda que Airá era muy próximo a Changó, y cuando Oxalufã, en visita al reino de Changó, fue erróneamente confundido con un ladrón, tuvo sus piernas quebradas y fue prendido. Una vez Changó percibiendo el engaño, mandó que lo quitaran de la prisión, lo limpiaran y dieran a él indumentarias propias con la grandeza de Oxalufã, sin embargo, Oxalufã estaba viajando y tenía aún otros lugares para ir.
Por ser muy viejo y con las piernas  quebradas, la su movimiento había sido afectado, haciendo que Oxalufã anduviera encorvado y muy lentamente. Changó, entonces, mandó que Ayrá llevara Oxalufã en la espalda hasta la próxima ciudad. Ayrá, percibiendo allí su gran oportunidad, durante el camino se volvió contra Changó, diciéndole a Oxalufã que Changó sabía que él estaba preso, acabando por ganar la confianza de Oxalufã, que lo tomó para sí; razón por la cual Ayrá usa blanco, pero no es un fum-fum. Changó, que no soporta las traiciones, se irritó con la actitud de Ayrá, cortando relaciones con él. Desde entonces, ellos jamás deben ser adorados juntos o mantenidos en la misma casa.
Changó acostumbra ser sincretizado con San Jerónimo, Santa Bárbara y San Miguel Arcángel.

#### Las Cualidades de Changó
Las cualidades de Changó son estas:
- Afonjá, el balé (gobernante) de la ciudad de Ilorin. Afonjá era también  Are-Ona-Kaka-n-fo, quiere  decir  líder  del ejército del  imperio. Según la historia de Oyo, en el inicio del siglo diecinueve, Oyó era gobernada por el rey Aolé, él poseía aliados que eran especies de Generales, que le daban todo el tipo de apoyo manteniendo así el poder absoluto sobre el Reino Yoruba y los reinos anexionados. Pero un día uno de esos generales resolvió rebelarse contra Oyo y unirse con los enemigos, ese general se llamaba Afonjá que era conocido como Kakanfo de Ilorin. Se declaró independiente de Oyo. Con eso el Rey de Oyo Aolé se envenenó para no ver el desmembramiento del Imperio. Afonjá traicionó el Imperio Yoruba, pero, cuando, los rebeldes asumieron el poder, Afonjá fue decapitado en 1823 por su nuevo aliado. Este alegó que, si un hombre traicionó su antiguo rey, él volvería a traicionar tantos otros.
- Obá Kosso - Título que Changó recibe al fundar la ciudad de Kossô en los alrededores de Oyo, haciéndose su Rey. Título dado también la Aganju, hermano gemelo de Changó cuando de su llegada en Oyo fue aclamado como el Rey No Ahorcado, Obá Kô Sô.
- Obá Lubê - Título de Changó que hace referencia a todo su poder y riqueza, puede ser traducido como Señor Abastado.
- Obá Irù o Barù - Título dado la Changó inmediatamente después de llegar al apogeo  del imperio, cuando crea el culto de Egungun, es aclamado como la forma humana del Orishá primordial Jakutá sobre la tierra, señor de los rayos, tempestades, del Sol y del fuego en todas sus  formas. Él acaba por destruir la capital del Reino en una crisis de cólera y después arrepentido, si suicida, adentrando en la tierra.
- Obá Ajakà - También intitulado Bayaniym, "El padre me escogió", que hace referencia a él por ser el hijo más viejo de Oranian, y tener por derecho que asumir el trono, hermano más viejo de Changó.
- Obá Aganjù - Aganju representa todo que es explosivo, que no tiene control, él es la personificación de los Volcanes.
- Obá Orungã - Hijo de Aggayú solá y Yemayá, Orungan es dueño de la atmósfera es el aire que respiramos, dueño de la capa que protege la Tierra. Ver más abajo.
- Obá Ogodô - Muy hablado también, es solo lo que se dice sobre Changó, pues, Ogodô es  el  verbo bostezar. Entonces, cuando está tronando, lo que se dice es que Changó está bostezando. De ahí que Changó Ogodô, es solo un título de Changó.
- Obá Jakutá - Jakutá, es la representación de la justicia y de la ira de Olorun, mitológicamente Changó fue iniciado para este Orishá siendo considerado como la forma divina primordial del mismo. Él fue enviado en su forma divina por Olorun para establecer la orden y someter Oduduá y Ojalá a los planes de la creación durante un momento de conflicto entre las divinidades. Es el propio Changó.

#### Elementos del culto
- Saludo: Kawó-Kabiesilé (saudação es la forma con que los orishás son reverenciados);
- Colores: Rojo y Blanco o Rojo y Marrón y Negro o Marrón y Blanco o solamente Marrón o rojo. Los colores representan los Orishás, y pueden variar según la línea religiosa;
- Día de la Semana: Miércoles;
- Elementos: Fuego, Volcanes, Tempestades, Sol, Truenos, Terremotos, Rayos, creador del Culto de Egungun, señor de los muertos, desiertos y formaciones rocosas;
- Elemento Libro: los libros representan Changó porque este orishá está conectado las cuestiones de la razón, del conocimiento y del intelecto. Así como la justicia y el derecho;
- Herramienta: Oxê, hacha doble de dos cortes laterales esculpida en madera o metal;
- Piedra: meteorito;
- Dominios: Justicia, Poder Estatal, Cuestiones Jurídicas;
- Ofrendas: Amalá, tortuga, carnero, y algunas veces cabrito. Le gusta el orobó, pero rechaza el arándano, al contrario de los demás Orishás;
- Baila: Alujá, la rueda de Changó. Son varios toques que hablan de sus conquistas, sus hechos, sus mujeres y su poder y dominio como Orishá;
- Animales asociados la Changó: Tartaruga, Falcão, Águila, Carneiro y León.

## Sincretismo
Como parte de la transculturación y del peligro que vieron los esclavos traídos a Cuba de perder sus raíces, cada santo adoptó el nombre de un santo católico. También está el hecho de que los esclavos venían de diferentes partes de África y en cada uno se le llamaba diferente.
| St. Católicos | Kimbisa                                                         | Mayombe                                                                             | Abakuá | Brillumba                             | Arará                 | Iyesá                         | Gangá |
| ------------- | --------------------------------------------------------------- | ----------------------------------------------------------------------------------- | ------ | ------------------------------------- | --------------------- | ----------------------------- | ----- |
| Sta Bárbara   | Nsasi Gallo Ronco Jorito de la Loma Bomasere Mirito Siete Rayos | Nsasi Dina Motuto Yoasi Siete Rayos Marufina Bolla Sobranuensasi Nsabuari Munalongo | Okún   | Nrita Nritan Kitan Mukiamamuilo Nsasi | Hebioso Jebioso Anamá | Arumafeo Alami Dambalá Aladde | Mamba |

## Diloggún
Shangó habla en el diloggún por Obbara (6) y por Ellila Sebora (12), que es su letra principal

## Caminos
Los caminos de Shangó se refieren más bien a los títulos que recibiera cuando fue rey. Es decir, su realeza, su arte de legislar, de hacer la guerra, su fuerza y su relación con el fuego y el rayo, entre otros aspectos. 
1. Shangó Obadimeyi.
2. Shangó Obakoso.
3. Shangó Bumí.
4. Shangó Dibeyi.
5. Shangó Alafin o Alafi Alafi.
6. Shangó Arirá.
7. Shangó Olosé.
8. Shangó Kamúkan.
9. Shangó Obbará.
10. Shangó Yakutá.
11. Shangó Ko Só.
12. Shangó Lubbe o Bara Lubbe.
13. Shangó Olufina Kake.
14. Shangó Obalúbe.
15. Shangó Obaluekun.
16. Shangó Bangboshé.
17. Shangó Addima Addima.
18. Shangó Obbaña.
19. Shangó Eyee.
20. Shangó Alayé o Eluwekon.
21. Shangó Obayá.
22. Shangó Lubbeo.
23. Shangó Omangüerille.
24. Shangó Oban Yoko.
25. Shangó Alufina.
26. Shangó Ebbora.
27. Shangó Ladde o Larí.
28. Shangó Dedina.
29. Shangó Luami.
30. Shangó Deima.
31. Shangó Deizu.
32. Shangó Tolá.
33. Shangó Obba Bi.
34. Shangó Yumi Kasiero.
35. Shangó Asabeyi.
36. Shangó Oluoso.
37. Shangó Okanami.
38. Shangó Nipa.
39. Shangó Gbogbagúnle.
40. Shangó Gbamí.
41. Shangó Fáyo.
42. Shangó Deyí.
43. Shangó Obanlá.
44. Shangó Tápa.
45. Shangó Godo.
46. Shangó Odúnbadeyí.
47. Shangó Oba Tolá.
48. Shangó Oluóso.
49. Shangó Nupé.
50. Shangó Oba Yokó.
51. Shangó Okanami.
52. Shangó Bolá.
53. Shangó Oloké.
54. Shangó Oba Tayo.